# Pribeta
Pribeta (historicky slovensky Perbeta, maďarsky Perbete) je obec na Slovensku v okrese Komárno. Žije v ní přibližně 2 700 obyvatel. Vede jí železniční trať Bratislava–Štúrovo.

## Historie
Podle archeologických nálezů byla tato oblast osídlena již v období neolitu.
První dokladovaný archeologický nález v katastrálním území Pribeta se uskutečnil dne 10. srpna 1943, při opravě silnice Nové Zámky–Štúrovo. Objev byl prostřednictvím policie oznámen Maďarskému národnímu muzeu v Budapešti, které dne 12. září 1943 vyslalo do terénu Jánose Nemeskéryho, který na místě uskutečnil zjišťovací výzkum a konstatoval, že se jedná o staromaďarské pohřebiště. Mezi nálezy byly zlaté kroužky a skleněné korálky (zřejmě z dětského hrobu), souprava kování opasku se zbytky kůže, kapsové kování, kroužek a dva železné třmeny. Nález je o to důležitější, že byl podkladem pro rekonstrukci bojovnického opasku.
V intravilánu obce bylo průzkumy Marie Hrmové (1956) a Antona Točíka (1986) zjištěno několik archeologicky zajímavých lokalit z období mladší doby kamenné (želiezovská skupina, lengyelská kultura), doby římské, raného a vrcholného středověku a novověku.
V intravilánu obce byly nalezeny slovanské hroby z doby Velkomoravské a z 10.–12. století.
Jihovýchodně od železniční stanice v lokalitě Klastromhegy bylo archeologickým výzkumem zjištěno, že zde stál románský kostel a klášter z 11.–12. století. Našel se zde i hřbitov. O klášteře s kostelem se nezachovaly žádné zprávy a ani jeho zánik není znám.
V roce 1312 se zmiňuje osídlení obce přívrženci Matúše Čáka. Je to první písemná zmínka o obci .Obec se zde zmiňuje jako Perbethe. V 15. století zde byl hrádek Mihályvár (Michalův Hrad). V letech 1552–1599 za tureckých nájezdů obec s hrádkem zanikla. V roce 1552 měl obec 10 domů, v roce 1570 měla 40 domů, v roce 1594 zde byl jen jeden dům. V roce 1615 byla obec opuštěná. V roce 1683, po opětovném obsazení Nových Zámků Turky, byla obec znovu zničena a zůstala neobývána až do roku 1710, kdy byla znovu vybudována asi 3 km od svého původního umístění. V roce 1720 byly v obci zřízeny vinice. Obyvatelé se zabývali zemědělstvím, chovem dobytka a obchodovali s ním. V 18. stol. byla v obci zřízena poštovní stanice. V roce 1890 byly v obci 2 kostely (římskokatolický a luteránský), V obci žilo 3392 obyvatel maďarské národnosti. V témže roce byly zdejší vinohrady zničeny révokazem.
Obec byla součástí Uherska až do roku 1918 (provizorní hranice ČSR), resp. 1920 (hranice podle Trianonské smlouvy). Na bojištích první světové války padlo 115 zdejších obyvatel. Po první světové válce obec dosídlili občané slovenské národnosti.
V letech 1938–1945 byla obec přičleněna k Maďarsku a občané slovenské národnosti byli násilně vysídlení. V roce 1944 bylo z obce deportováno do koncentračních táborů 22 židovských rodin (106 osob). Za 2. světové války padlo 217 zdejších obyvatel. Po druhé světové válce bylo z obce v rámci výměny obyvatelstva mezi Československem a Maďarskem násilně vystěhováno 226 rodin (834 osob). Na jejich místo se sem přistěhovalo 150 slovenských rodin z Békéscsaby.
Část obyvatel byla v témže období násilně deportována na nucené práce do severočeských Sudet, do (okolí) Bíliny. Vrátit se mohli až po několika letech.[zdroj?]

## Přírodní poměry
Střed obce leží v nadmořské výšce 136 metrů v Podunajské nížině. Protéká tudy Pribetský potok. Jižní pahorkatinná část leží na jihozápadním výběžku Pohronské pahorkatiny. Klima je teplé (průměrné teploty v lednu nad 2 °C, roční srážky pod 600 mm).
Severní rovinná část katastru je na širokých terasách pokrytých navátými písky. Zde teče Pribetský potok. Jižní pahorkatinná část leží na jihozápadním výběžku Pohronské pahorkatiny. Tato část katastru je vhodná k pěstování vinné révy. Hodnotným přírodním územím je chráněný areál Pribetský háj (Kaplnka).

## Společnost
V obci je sídlo římskokatolické farnosti, která je spravovaná "excurrendo" z farnosti Hurbanovo. Je zde též kostel reformované křesťanské církve a kostel evangelické církve augsburského vyznání.

## Školy
První škola v obci byla založena v 15. století. Podrobné údaje se nedochovaly. Ví se jen to, že římskokatolická církevní škola měla v roce 1775 jen jednu třídu, v roce 1848 dvě třídy a v roce 1878 tři třídy. Škola v roce 1912 shořela. Namísto ní byla v roce 1906 na jiném místě postavena jednopatrová školní budova. V roce 1927 skládala již z 6 učeben.
Reformovaná církevní škola se datuje od roku 1640. Byla umístěna v soukromém domě. V roce 1860 postavili samostatnou školu, později sloužila jako kantorský byt.
Zvyšování počtu tříd si vynutilo postavit novou školní budovu v roce 1923. Tato měla tři učebny. V roce 1914 byla v obci postavena i mateřská škola a na téže stavební parcele při Hlavní ulici v roce 1960 i dnešní základní škola. Na Květné ulici dokončili stavbu v roce 1979. Dnes jsou v obci dvě školy. Jedna s vyučovacím jazykem slovenským a druhá s vyučovacím jazykem maďarským. Stejně pod správu obce spadají i dvě mateřské školky stejného členění.